# Jaime Andrada
Jaime Andrada fue un actor de reparto argentino.

## Carrera
Andrada fue un talentoso actor  de reparto que, en cine fue requerido con frecuencia por Leopoldo Torres Ríos. Generalmente cumplió roles de galán, compartiendo escenario con grandes artistas de la talla de Francisco Petrone, Blanca Podestá, Francisco Ferrari, Tita Gutiérrez, Leonor Fernández, Domingo Márquez, entre otros.
Debutó en cine con la película Siete para un secreto con dirección de Carlos Borcosque, protagonizada por Silvana Roth y Carlos Cores. Luego vinieron otras como donde pudo destacarse como El nieto de Congreve junto con Toscanito y María Concepción César y la comedia Mary tuvo la culpa dirigida por Carlos Torres Ríos, con Leo Marini y Susana Canales. Su última aparición fue en 1951 con la película Con la música en el alma de Luis José Bayón Herrera con Francisco Canaro, Toscanito, Tito Lusiardo y Olga Casares Pearson.
También en 1947 participó en una obra emblemática de la dramaturgia peronista, Camino bueno, bajo la dirección de Carlos Morganti, junto a los actores René Cossa, Jorge Lanza, Esperanza Palomero, Elida Lacroix, Luis Delfino, Gloria Falugi, Zoe Ducós, Rodolfo Noya, Miguel Coiro, Osvaldo Moreno, José del Vecchio, Marino Seré, Pedro Maratea, Vicente Forastieri, Raimundo González, César Martínez, Antonio Delgado, Jorge Larrea, César Rilke y Luis Carlos Pécora.

## Filmografía[3]
- 1951: Con la música en el alma.
- 1950: El regreso.
- 1950: Mary tuvo la culpa.
- 1949: El nieto de Congreve.
- 1949: Pantalones cortos
- 1947: El hombre del sábado
- 1947: Siete para un secreto

## Teatro
- 1947: Camino bueno.
- 1947: Alondra, estrenada en el Teatro Nacional Cervantes con Yácob Miguel, Blanca Podestá, César Fiaschi y Vicente Forastieri.